# Charles-Simon Favart
Charles-Simon Favart (ur. 13 listopada 1710 w Paryżu, zm. 12 maja 1792 w Belleville) – francuski dramatopisarz i librecista operowy.

## Życiorys
Był synem cukiernika. Ukończył naukę w Collège Louis-le-Grand. Od wczesnej młodości pisał sztuki satyryczne, debiutował w 1732 roku jako autor przedstawienia w Théâtre des Marionnettes. W 1743 roku otrzymał angaż do paryskiej Opéra-Comique, w której wystawiono większość jego sztuk. W latach 1746–1750 przebywał w Brukseli. Od 1758 do 1769 roku pełnił funkcję dyrektora Opéra-Comique. Od 1745 roku był żonaty ze śpiewaczką Marie-Justine Benoîte Duronceray (1727–1772), odtwórczynią głównych ról w wielu jego sztukach. Wymieniał korespondencję z Giacomo Durazzo. Pod koniec życia stracił wzrok. Jego imieniem nazwano paryską Salle Favart.
Napisał około 150 utworów przeznaczonych dla teatru muzycznego. Przyczynił się do rozwoju gatunku opery komicznej, powstałej na bazie wodewilu. Pisał również komedie, balety, pantomimy i parodie. Często tworzył przeróbki dzieł innych twórców, m.in. oper J.-B. Lully’ego i J.-P. Rameau. Jego sztuki cechują się silnym powiązaniem tekstu z muzyką. Przywiązywał dużą wagę do kostiumów scenicznych i gestykulacji, jako jeden z pierwszych zaopatrywał tekst w szczegółowe didaskalia. Głównymi bohaterami sztuk Favarta są ludzie wsi, przedstawiani w duchu modnego wówczas stylu galant w naiwny, skonwencjonalizowany sposób.
Muzykę do librett Favarta pisali m.in. Egidio Romualdo Duni, André Ernest Modeste Grétry, Pierre-Alexandre Monsigny i François Philidor. Jego teksty doczekały się licznych tłumaczeń i adaptacji. Spośród nich dużą popularnością cieszyło się Les Amours de Bastien et Bastienne (1753), którego niemiecka adaptacja została wykorzystana w 1768 roku przez Wolfganga Amadeusa Mozarta w jednoaktowym singspielu Bastien i Bastienne.